# 扁肱企鹅属
扁肱企鹅是一种生存于晚渐新世至早中新世新西兰的已灭绝企鹅。这个属由布赖恩·马普尔斯（ Brian Marples）于 1952 年创建，属中包含三个物种，所有这些物种都发现于新西兰南岛地区。属名Platydyptes由希腊语platys（意为“宽而扁平”，暗指其肱骨的形状）与dyptes（意为“潜水员”）组成。

## 分类
- 马氏扁肱企鹅（学名：Platydyptes marplesi ），是属内最小的成员，种加词是为了纪念化石企鹅研究泰斗Brian Marples。
- 新西兰扁肱企鹅（学名：Platydyptes novaezealandiae） 种加词意为新西兰。
- 埃氏扁肱企鹅（学名：Platydyptes amiesi ），是属内最大的成员，其体型已经达到王企鹅级别。 种加词是为了纪念奥塔哥大学 学生A.C. Amies，他于1946年收集了第一份标本，但不幸不久后在马来西亚遇害。[4]